# Listă de orașe din California
- Prezenta pagină este o listă de orașe și târguri - în engleză cities și towns - municipalități de ordin întâi din statul California din Statele Unite ale Americii.

De asemenea, alte liste similare sunt,
- Vedeți și Listă de orașe din statul California.
- Vedeți și Listă de comunități desemnate pentru recensământ din statul California.
- Vedeți și Listă de localități neîncorporate din statul California.
- Vedeți și Listă de localități dispărute din statul California.

| Nume                   | Comitat         | Incorporat         |
| ---------------------- | --------------- | ------------------ |
| Adelanto               | San Bernardino  | 22 decembrie 1970  |
| Agoura Hills           | Los Angeles     | 8 decembrie 1982   |
| Alameda                | Alameda         | 19 aprilie 1854    |
| Albany                 | Alameda         | 22 septembrie 1908 |
| Alhambra               | Los Angeles     | 11 iulie 1903      |
| Aliso Viejo            | Orange          | 1 iulie 2001       |
| Alturas                | Modoc           | 16 septembrie 1901 |
| Amador City            | Amador          | 2 iunie 1915       |
| American Canyon        | Napa            | 1 ianuarie 1992    |
| Anaheim                | Orange          | 18 martie 1876     |
| Anderson               | Shasta          | 16 ianuarie 1956   |
| Angels Camp            | Calaveras       | 24 ianuarie 1912   |
| Antioch                | Contra Costa    | 6 februarie 1872   |
| Apple Valley *         | San Bernardino  | 28 noiembrie 1988  |
| Arcadia                | Los Angeles     | 5 august 1903      |
| Arcata                 | Humboldt        | 2 februarie 1858   |
| Arroyo Grande          | San Luis Obispo | 10 iulie 1911      |
| Artesia                | Los Angeles     | 29 mai 1959        |
| Arvin                  | Kern            | 21 decembrie 1960  |
| Atascadero             | San Luis Obispo | 2 iulie 1979       |
| Atherton *             | San Mateo       | 12 septembrie 1923 |
| Atwater                | Merced          | 16 august 1922     |
| Auburn                 | Placer          | 2 mai 1888         |
| Avalon                 | Los Angeles     | 26 iunie 1913      |
| Avenal                 | Kings           | 11 septembrie 1979 |
| Azusa                  | Los Angeles     | 29 decembrie 1898  |
| Bakersfield            | Kern            | 11 ianuarie 1898   |
| Baldwin Park           | Los Angeles     | 25 ianuarie 1956   |
| Banning                | Riverside       | 6 februarie 1913   |
| Barstow                | San Bernardino  | 30 septembrie 1947 |
| Beaumont               | Riverside       | 18 noiembrie 1912  |
| Bell                   | Los Angeles     | 7 noiembrie 1927   |
| Bell Gardens           | Los Angeles     | 1 august 1961      |
| Bellflower             | Los Angeles     | 3 septembrie 1957  |
| Belmont                | San Mateo       | 29 octombrie 1926  |
| Belvedere              | Marin           | 24 decembrie 1896  |
| Benicia                | Solano          | 27 martie 1850     |
| Berkeley               | Alameda         | 4 aprilie 1878     |
| Beverly Hills          | Los Angeles     | 28 ianuarie 1914   |
| Big Bear Lake          | San Bernardino  | 28 noiembrie 1980  |
| Biggs                  | Butte           | 26 iunie 1903      |
| Bishop                 | Inyo            | 6 mai 1903         |
| Blue Lake              | Humboldt        | 23 aprilie 1910    |
| Blythe                 | Riverside       | 21 iulie 1916      |
| Bradbury               | Los Angeles     | 26 iulie 1957      |
| Brawley                | Imperial        | 6 aprilie 1908     |
| Brea                   | Orange          | 23 februarie 1917  |
| Brentwood              | Contra Costa    | 21 ianuarie 1948   |
| Brisbane               | San Mateo       | 27 noiembrie 1961  |
| Buellton               | Santa Barbara   | 1 februarie 1992   |
| Buena Park             | Orange          | 27 ianuarie 1953   |
| Burbank                | Los Angeles     | 8 iulie 1911       |
| Burlingame             | San Mateo       | 6 iunie 1908       |
| Calabasas              | Los Angeles     | 5 aprilie 1991     |
| Calexico               | Imperial        | 16 aprilie 1908    |
| California City        | Kern            | 10 decembrie 1965  |
| Calimesa               | Riverside       | 1 decembrie 1990   |
| Calipatria             | Imperial        | 28 februarie 1919  |
| Calistoga              | Napa            | 6 ianuarie 1886    |
| Camarillo              | Ventura         | 22 octombrie 1964  |
| Campbell               | Santa Clara     | 28 martie 1952     |
| Canyon Lake            | Riverside       | 1 decembrie 1990   |
| Capitola               | Santa Cruz      | 11 ianuarie 1949   |
| Carlsbad               | San Diego       | 16 iulie 1952      |
| Carmel-by-the-Sea      | Monterey        | 31 octombrie 1916  |
| Carpinteria            | Santa Barbara   | 28 septembrie 1965 |
| Carson                 | Los Angeles     | 20 februarie 1968  |
| Cathedral City         | Riverside       | 16 noiembrie 1981  |
| Ceres                  | Stanislaus      | 25 februarie 1918  |
| Cerritos               | Los Angeles     | 24 aprilie 1956    |
| Chico                  | Butte           | 8 ianuarie 1872    |
| Chino                  | San Bernardino  | 28 februarie 1910  |
| Chino Hills            | San Bernardino  | 1 decembrie 1991   |
| Chowchilla             | Madera          | 7 februarie 1923   |
| Chula Vista            | San Diego       | 28 noiembrie 1911  |
| Citrus Heights         | Sacramento      | 1 ianuarie 1997    |
| Claremont              | Los Angeles     | 3 octombrie 1907   |
| Clayton                | Contra Costa    | 18 martie 1964     |
| Clearlake              | Lake            | 14 noiembrie 1980  |
| Cloverdale             | Sonoma          | 28 februarie 1872  |
| Clovis                 | Fresno          | 27 februarie 1912  |
| Coachella              | Riverside       | 13 decembrie 1946  |
| Coalinga               | Fresno          | 3 aprilie 1906     |
| Colfax                 | Placer          | 23 februarie 1910  |
| Colma *                | San Mateo       | 5 august 1924      |
| Colton                 | San Bernardino  | 11 iulie 1887      |
| Colusa                 | Colusa          | 16 iunie 1868      |
| Commerce               | Los Angeles     | 28 ianuarie 1960   |
| Compton                | Los Angeles     | 11 mai 1888        |
| Concord                | Contra Costa    | 9 februarie 1905   |
| Corcoran               | Kings           | 11 august 1914     |
| Corning                | Tehama          | 6 august 1907      |
| Corona                 | Riverside       | 13 iulie 1896      |
| Coronado               | San Diego       | 11 decembrie 1890  |
| Corte Madera *         | Marin           | 10 iunie 1916      |
| Costa Mesa             | Orange          | 29 iunie 1953      |
| Cotati                 | Sonoma          | 16 iulie 1963      |
| Covina                 | Los Angeles     | 14 august 1901     |
| Crescent City          | Del Norte       | 13 aprilie 1854    |
| Cudahy                 | Los Angeles     | 10 noiembrie 1960  |
| Culver City            | Los Angeles     | 7 septembrie 1917  |
| Cupertino              | Santa Clara     | 10 octombrie 1955  |
| Cypress                | Orange          | 24 iulie 1956      |
| Daly City              | San Mateo       | 22 martie 1911     |
| Dana Point             | Orange          | 1 ianuarie 1989    |
| Danville *             | Contra Costa    | 1 iulie 1982       |
| Davis                  | Yolo            | 28 martie 1917     |
| Del Mar                | San Diego       | 15 iulie 1959      |
| Del Rey Oaks           | Monterey        | 3 septembrie 1953  |
| Delano                 | Kern            | 13 aprilie 1915    |
| Desert Hot Springs     | Riverside       | 25 septembrie 1963 |
| Diamond Bar            | Los Angeles     | 18 aprilie 1989    |
| Dinuba                 | Tulare          | 6 ianuarie 1906    |
| Dixon                  | Solano          | 30 martie 1878     |
| Dorris                 | Siskiyou        | 23 decembrie 1908  |
| Dos Palos              | Merced          | 24 mai 1935        |
| Downey                 | Los Angeles     | 17 decembrie 1956  |
| Duarte                 | Los Angeles     | 22 august 1957     |
| Dublin                 | Alameda         | 1 februarie 1982   |
| Dunsmuir               | Siskiyou        | 7 august 1909      |
| East Palo Alto         | San Mateo       | 1 iulie 1983       |
| El Cajon               | San Diego       | 12 noiembrie 1912  |
| El Centro              | Imperial        | 16 aprilie 1908    |
| El Cerrito             | Contra Costa    | 23 august 1917     |
| El Monte               | Los Angeles     | 18 noiembrie 1912  |
| El Segundo             | Los Angeles     | 18 ianuarie 1917   |
| Elk Grove              | Sacramento      | 1 iulie 2000       |
| Emeryville             | Alameda         | 8 decembrie 1896   |
| Encinitas              | San Diego       | 1 octombrie 1986   |
| Escalon                | San Joaquin     | 12 martie 1957     |
| Escondido              | San Diego       | 8 octombrie 1888   |
| Etna                   | Siskiyou        | 13 martie 1878     |
| Eureka                 | Humboldt        | 18 aprilie 1856    |
| Exeter                 | Tulare          | 2 martie 1911      |
| Fairfax *              | Marin           | 2 martie 1931      |
| Fairfield              | Solano          | 12 decembrie 1903  |
| Farmersville           | Tulare          | 5 octombrie 1960   |
| Ferndale               | Humboldt        | 28 august 1893     |
| Fillmore               | Ventura         | 10 iulie 1914      |
| Firebaugh              | Fresno          | 17 septembrie 1914 |
| Folsom                 | Sacramento      | 20 aprilie 1946    |
| Fontana                | San Bernardino  | 25 iunie 1952      |
| Fort Bragg             | Mendocino       | 5 august 1889      |
| Fort Jones             | Siskiyou        | 16 martie 1872     |
| Fortuna                | Humboldt        | 20 ianuarie 1906   |
| Foster City            | San Mateo       | 27 aprilie 1971    |
| Fountain Valley        | Orange          | 13 iunie 1957      |
| Fowler                 | Fresno          | 15 iunie 1908      |
| Fremont                | Alameda         | 23 ianuarie 1956   |
| Fresno                 | Fresno          | 12 octombrie 1885  |
| Fullerton              | Orange          | 15 februarie 1904  |
| Galt                   | Sacramento      | 16 august 1946     |
| Garden Grove           | Orange          | 18 iunie 1956      |
| Gardena                | Los Angeles     | 11 septembrie 1930 |
| Gilroy                 | Santa Clara     | 12 martie 1870     |
| Glendale               | Los Angeles     | 15 februarie 1906  |
| Glendora               | Los Angeles     | 13 noiembrie 1911  |
| Goleta                 | Santa Barbara   | 1 februarie 2002   |
| Gonzales               | Monterey        | 14 ianuarie 1947   |
| Grand Terrace          | San Bernardino  | 30 noiembrie 1978  |
| Grass Valley           | Nevada          | 13 martie 1893     |
| Greenfield             | Monterey        | 7 ianuarie 1947    |
| Gridley                | Butte           | 23 noiembrie 1905  |
| Grover Beach           | San Luis Obispo | 21 decembrie 1959  |
| Guadalupe              | Santa Barbara   | 3 august 1946      |
| Gustine                | Merced          | 11 noiembrie 1915  |
| Half Moon Bay          | San Mateo       | 15 iulie 1959      |
| Hanford                | Kings           | 12 august 1891     |
| Hawaiian Gardens       | Los Angeles     | 9 aprilie 1964     |
| Hawthorne              | Los Angeles     | 12 iulie 1922      |
| Hayward                | Alameda         | 11 martie 1876     |
| Healdsburg             | Sonoma          | 20 februarie 1867  |
| Hemet                  | Riverside       | 20 ianuarie 1910   |
| Hercules               | Contra Costa    | 15 decembrie 1900  |
| Hermosa Beach          | Los Angeles     | 14 ianuarie 1907   |
| Hesperia               | San Bernardino  | 1 iulie 1988       |
| Hidden Hills           | Los Angeles     | 19 octombrie 1961  |
| Highland               | San Bernardino  | 24 noiembrie 1987  |
| Hillsborough *         | San Mateo       | 5 mai 1910         |
| Hollister              | San Benito      | 26 martie 1872     |
| Holtville              | Imperial        | 1 iulie 1908       |
| Hughson                | Stanislaus      | 9 decembrie 1972   |
| Huntington Beach       | Orange          | 17 februarie 1909  |
| Huntington Park        | Los Angeles     | 1 septembrie 1906  |
| Huron                  | Fresno          | 3 mai 1951         |
| Imperial               | Imperial        | 12 iulie 1904      |
| Imperial Beach         | San Diego       | 18 iulie 1956      |
| Indian Wells           | Riverside       | 14 iulie 1967      |
| Indio                  | Riverside       | 16 mai 1930        |
| Industry               | Los Angeles     | 18 iunie 1957      |
| Inglewood              | Los Angeles     | 7 februarie 1908   |
| Ione                   | Amador          | 23 martie 1953     |
| Irvine                 | Orange          | 28 decembrie 1971  |
| Irwindale              | Los Angeles     | 6 august 1957      |
| Isleton                | Sacramento      | 14 mai 1923        |
| Jackson                | Amador          | 5 decembrie 1905   |
| Kerman                 | Fresno          | 2 iulie 1946       |
| King City              | Monterey        | 9 februarie 1911   |
| Kingsburg              | Fresno          | 29 mai 1908        |
| La Cañada Flintridge   | Los Angeles     | 30 noiembrie 1976  |
| La Habra               | Orange          | 20 ianuarie 1925   |
| La Habra Heights       | Los Angeles     | 4 decembrie 1978   |
| La Mesa                | San Diego       | 16 februarie 1912  |
| La Mirada              | Los Angeles     | 23 martie 1960     |
| La Palma               | Orange          | 26 octombrie 1955  |
| La Puente              | Los Angeles     | 1 august 1956      |
| La Quinta              | Riverside       | 1 mai 1982         |
| La Verne               | Los Angeles     | 20 august 1906     |
| Lafayette              | Contra Costa    | 29 iulie 1968      |
| Laguna Beach           | Orange          | 29 iunie 1927      |
| Laguna Hills           | Orange          | 20 decembrie 1991  |
| Laguna Niguel          | Orange          | 1 decembrie 1989   |
| Laguna Woods           | Orange          | 24 martie 1999     |
| Lake Elsinore          | Riverside       | 9 aprilie 1888     |
| Lake Forest            | Orange          | 20 decembrie 1991  |
| Lakeport               | Lake            | 30 aprilie 1888    |
| Lakewood               | Los Angeles     | 16 aprilie 1954    |
| Lancaster              | Los Angeles     | 22 noiembrie 1977  |
| Larkspur               | Marin           | 1 martie 1908      |
| Lathrop                | San Joaquin     | 1 iulie 1989       |
| Lawndale               | Los Angeles     | 28 decembrie 1959  |
| Lemon Grove            | San Diego       | 1 iulie 1977       |
| Lemoore                | Kings           | 4 iulie 1900       |
| Lincoln                | Placer          | 7 august 1890      |
| Lindsay                | Tulare          | 28 februarie 1910  |
| Live Oak               | Sutter          | 22 ianuarie 1947   |
| Livermore              | Alameda         | 1 aprilie 1876     |
| Livingston             | Merced          | 11 septembrie 1922 |
| Lodi                   | San Joaquin     | 6 decembrie 1906   |
| Loma Linda             | San Bernardino  | 29 septembrie 1970 |
| Lomita                 | Los Angeles     | 30 iunie 1964      |
| Lompoc                 | Santa Barbara   | 13 august 1888     |
| Long Beach             | Los Angeles     | 13 decembrie 1897  |
| Loomis *               | Placer          | 17 decembrie 1984  |
| Los Alamitos           | Orange          | 1 martie 1960      |
| Los Altos              | Santa Clara     | 1 decembrie 1952   |
| Los Altos Hills *      | Santa Clara     | 27 ianuarie 1956   |
| Los Angeles            | Los Angeles     | 4 aprilie 1850     |
| Los Banos              | Merced          | 8 mai 1907         |
| Los Gatos *            | Santa Clara     | 10 august 1887     |
| Loyalton               | Sierra          | 21 august 1901     |
| Lynwood                | Los Angeles     | 21 iulie 1921      |
| Madera                 | Madera          | 27 martie 1907     |
| Malibu                 | Los Angeles     | 28 martie 1991     |
| Mammoth Lakes *        | Mono            | 20 august 1984     |
| Manhattan Beach        | Los Angeles     | 12 decembrie 1912  |
| Manteca                | San Joaquin     | 5 iunie 1918       |
| Maricopa               | Kern            | 25 iulie 1911      |
| Marina                 | Monterey        | 13 noiembrie 1975  |
| Martinez               | Contra Costa    | 1 aprilie 1876     |
| Marysville             | Yuba            | 5 februarie 1851   |
| Maywood                | Los Angeles     | 2 septembrie 1924  |
| McFarland              | Kern            | 18 iulie 1957      |
| Mendota                | Fresno          | 17 iunie 1942      |
| Menifee                | Riverside       | 1 octombrie 2008   |
| Menlo Park             | San Mateo       | 23 noiembrie 1927  |
| Merced                 | Merced          | 1 aprilie 1889     |
| Mill Valley            | Marin           | 1 septembrie 1900  |
| Millbrae               | San Mateo       | 14 ianuarie 1948   |
| Milpitas               | Santa Clara     | 26 ianuarie 1954   |
| Mission Viejo          | Orange          | 31 martie 1988     |
| Modesto                | Stanislaus      | 6 august 1884      |
| Monrovia               | Los Angeles     | 15 decembrie 1887  |
| Montague               | Siskiyou        | 28 ianuarie 1909   |
| Montclair              | San Bernardino  | 25 aprilie 1956    |
| Monte Sereno           | Santa Clara     | 14 mai 1957        |
| Montebello             | Los Angeles     | 16 octombrie 1920  |
| Monterey               | Monterey        | 14 iunie 1890      |
| Monterey Park          | Los Angeles     | 29 mai 1916        |
| Moorpark               | Ventura         | 1 iulie 1983       |
| Moraga *               | Contra Costa    | 13 noiembrie 1974  |
| Moreno Valley          | Riverside       | 3 decembrie 1984   |
| Morgan Hill            | Santa Clara     | 10 noiembrie 1906  |
| Morro Bay              | San Luis Obispo | 17 iulie 1964      |
| Mount Shasta           | Siskiyou        | 31 mai 1905        |
| Mountain View          | Santa Clara     | 7 noiembrie 1902   |
| Murrieta               | Riverside       | 1 iulie 1991       |
| Napa                   | Napa            | 23 martie 1872     |
| National City          | San Diego       | 17 septembrie 1887 |
| Needles                | San Bernardino  | 30 octombrie 1913  |
| Nevada City            | Nevada          | 19 aprilie 1856    |
| Newark                 | Alameda         | 22 septembrie 1955 |
| Newman                 | Stanislaus      | 10 iunie 1908      |
| Newport Beach          | Orange          | 1 septembrie 1906  |
| Norco                  | Riverside       | 28 decembrie 1964  |
| Norwalk                | Los Angeles     | 26 august 1957     |
| Novato                 | Marin           | 20 ianuarie 1960   |
| Oakdale                | Stanislaus      | 24 noiembrie 1906  |
| Oakland                | Alameda         | 4 mai 1852         |
| Oakley                 | Contra Costa    | 1 iulie 1999       |
| Oceanside              | San Diego       | 3 iulie 1888       |
| Ojai                   | Ventura         | 5 august 1921      |
| Ontario                | San Bernardino  | 10 decembrie 1891  |
| Orange                 | Orange          | 6 aprilie 1888     |
| Orange Cove            | Fresno          | 20 ianuarie 1948   |
| Orinda                 | Contra Costa    | 1 iulie 1985       |
| Orland                 | Glenn           | 11 noiembrie 1909  |
| Oroville               | Butte           | 3 ianuarie 1906    |
| Oxnard                 | Ventura         | 30 iunie 1903      |
| Pacific Grove          | Monterey        | 5 iulie 1889       |
| Pacifica               | San Mateo       | 22 noiembrie 1957  |
| Palm Desert            | Riverside       | 26 noiembrie 1973  |
| Palm Springs           | Riverside       | 20 aprilie 1938    |
| Palmdale               | Los Angeles     | 24 august 1962     |
| Palo Alto              | Santa Clara     | 23 aprilie 1894    |
| Palos Verdes Estates   | Los Angeles     | 20 decembrie 1939  |
| Paradise *             | Butte           | 27 noiembrie 1979  |
| Paramount              | Los Angeles     | 30 ianuarie 1957   |
| Parlier                | Fresno          | 15 noiembrie 1921  |
| Pasadena               | Los Angeles     | 19 iunie 1886      |
| Paso Robles            | San Luis Obispo | 11 martie 1889     |
| Patterson              | Stanislaus      | 22 decembrie 1919  |
| Perris                 | Riverside       | 26 mai 1911        |
| Petaluma               | Sonoma          | 12 aprilie 1858    |
| Pico Rivera            | Los Angeles     | 29 ianuarie 1958   |
| Piedmont               | Alameda         | 31 ianuarie 1907   |
| Pinole                 | Contra Costa    | 25 iunie 1903      |
| Pismo Beach            | San Luis Obispo | 25 aprilie 1946    |
| Pittsburg              | Contra Costa    | 25 iunie 1903      |
| Placentia              | Orange          | 2 decembrie 1926   |
| Placerville            | El Dorado       | 13 mai 1854        |
| Pleasant Hill          | Contra Costa    | 14 noiembrie 1961  |
| Pleasanton             | Alameda         | 18 iunie 1894      |
| Plymouth               | Amador          | 8 februarie 1917   |
| Point Arena            | Mendocino       | 11 iulie 1908      |
| Pomona                 | Los Angeles     | 6 ianuarie 1888    |
| Port Hueneme           | Ventura         | 24 martie 1948     |
| Porterville            | Tulare          | 7 mai 1902         |
| Portola                | Plumas          | 16 mai 1946        |
| Portola Valley *       | San Mateo       | 14 iulie 1964      |
| Poway                  | San Diego       | 1 decembrie 1980   |
| Rancho Cordova         | Sacramento      | 1 iulie 2003       |
| Rancho Cucamonga       | San Bernardino  | 30 noiembrie 1977  |
| Rancho Mirage          | Riverside       | 3 august 1973      |
| Rancho Palos Verdes    | Los Angeles     | 7 septembrie 1973  |
| Rancho Santa Margarita | Orange          | 1 ianuarie 2000    |
| Red Bluff              | Tehama          | 31 martie 1876     |
| Redding                | Shasta          | 4 octombrie 1887   |
| Redlands               | San Bernardino  | 3 decembrie 1888   |
| Redondo Beach          | Los Angeles     | 29 aprilie 1892    |
| Redwood City           | San Mateo       | 11 mai 1867        |
| Reedley                | Fresno          | 18 februarie 1913  |
| Rialto                 | San Bernardino  | 17 noiembrie 1911  |
| Richmond               | Contra Costa    | 7 august 1905      |
| Ridgecrest             | Kern            | 29 noiembrie 1963  |
| Rio Dell               | Humboldt        | 23 februarie 1965  |
| Rio Vista              | Solano          | 6 ianuarie 1894    |
| Ripon                  | San Joaquin     | 27 noiembrie 1945  |
| Riverbank              | Stanislaus      | 23 august 1922     |
| Riverside              | Riverside       | 11 octombrie 1883  |
| Rocklin                | Placer          | 24 februarie 1893  |
| Rohnert Park           | Sonoma          | 28 august 1962     |
| Rolling Hills          | Los Angeles     | 24 ianuarie 1957   |
| Rolling Hills Estates  | Los Angeles     | 18 septembrie 1957 |
| Rosemead               | Los Angeles     | 4 august 1959      |
| Roseville              | Placer          | 10 aprilie 1909    |
| Ross *                 | Marin           | 21 august 1908     |
| Sacramento             | Sacramento      | 27 februarie 1850  |
| Salinas                | Monterey        | 4 martie 1874      |
| San Anselmo *          | Marin           | 9 aprilie 1907     |
| San Bernardino         | San Bernardino  | 10 august 1869     |
| San Bruno              | San Mateo       | 23 decembrie 1914  |
| San Carlos             | San Mateo       | 8 iulie 1925       |
| San Clemente           | Orange          | 28 februarie 1928  |
| San Diego              | San Diego       | 27 martie 1850     |
| San Dimas              | Los Angeles     | 4 august 1960      |
| San Fernando           | Los Angeles     | 31 august 1911     |
| San Francisco          | San Francisco   | 16 aprilie 1850    |
| San Gabriel            | Los Angeles     | 24 aprilie 1913    |
| San Jacinto            | Riverside       | 20 aprilie 1888    |
| San Joaquin            | Fresno          | 14 februarie 1920  |
| San Jose               | Santa Clara     | 27 martie 1850     |
| San Juan Bautista      | San Benito      | 4 mai 1896         |
| San Juan Capistrano    | Orange          | 19 aprilie 1961    |
| San Leandro            | Alameda         | 21 martie 1872     |
| San Luis Obispo        | San Luis Obispo | 16 februarie 1856  |
| San Marcos             | San Diego       | 28 ianuarie 1963   |
| San Marino             | Los Angeles     | 25 aprilie 1913    |
| San Mateo              | San Mateo       | 4 septembrie 1894  |
| San Pablo              | Contra Costa    | 27 aprilie 1948    |
| San Rafael             | Marin           | 18 februarie 1874  |
| San Ramon              | Contra Costa    | 1 iulie 1983       |
| Sand City              | Monterey        | 31 mai 1960        |
| Sanger                 | Fresno          | 9 mai 1911         |
| Santa Ana              | Orange          | 1 iunie 1886       |
| Santa Barbara          | Santa Barbara   | 9 aprilie 1850     |
| Santa Clara            | Santa Clara     | 5 iulie 1852       |
| Santa Clarita          | Los Angeles     | 15 decembrie 1987  |
| Santa Cruz             | Santa Cruz      | 31 martie 1866     |
| Santa Fe Springs       | Los Angeles     | 15 mai 1957        |
| Santa Maria            | Santa Barbara   | 12 septembrie 1905 |
| Santa Monica           | Los Angeles     | 30 noiembrie 1886  |
| Santa Paula            | Ventura         | 22 aprilie 1902    |
| Santa Rosa             | Sonoma          | 26 martie 1868     |
| Santee                 | San Diego       | 1 decembrie 1980   |
| Saratoga               | Santa Clara     | 22 octombrie 1956  |
| Sausalito              | Marin           | 4 septembrie 1893  |
| Scotts Valley          | Santa Cruz      | 2 august 1966      |
| Seal Beach             | Orange          | 27 octombrie 1915  |
| Seaside                | Monterey        | 13 octombrie 1954  |
| Sebastopol             | Sonoma          | 13 iunie 1902      |
| Selma                  | Fresno          | 15 martie 1893     |
| Shafter                | Kern            | 20 ianuarie 1938   |
| Shasta Lake            | Shasta          | 2 iulie 1993       |
| Sierra Madre           | Los Angeles     | 2 februarie 1907   |
| Signal Hill            | Los Angeles     | 22 aprilie 1924    |
| Simi Valley            | Ventura         | 10 octombrie 1969  |
| Solana Beach           | San Diego       | 1 iulie 1986       |
| Soledad                | Monterey        | 9 martie 1921      |
| Solvang                | Santa Barbara   | 1 mai 1985         |
| Sonoma                 | Sonoma          | 3 septembrie 1883  |
| Sonora                 | Tuolumne        | 1 mai 1851         |
| South El Monte         | Los Angeles     | 30 iulie 1958      |
| South Gate             | Los Angeles     | 20 ianuarie 1923   |
| South Lake Tahoe       | El Dorado       | 30 noiembrie 1965  |
| South Pasadena         | Los Angeles     | 2 martie 1888      |
| South San Francisco    | San Mateo       | 19 septembrie 1908 |
| St. Helena             | Napa            | 24 martie 1876     |
| Stanton                | Orange          | 4 iunie 1956       |
| Stockton               | San Joaquin     | 23 iulie 1850      |
| Suisun City            | Solano          | 9 octombrie 1868   |
| Sunnyvale              | Santa Clara     | 24 decembrie 1912  |
| Susanville             | Lassen          | 24 august 1900     |
| Sutter Creek           | Amador          | 11 februarie 1913  |
| Taft                   | Kern            | 7 noiembrie 1910   |
| Tehachapi              | Kern            | 13 august 1909     |
| Tehama                 | Tehama          | 5 iulie 1906       |
| Temecula               | Riverside       | 1 decembrie 1989   |
| Temple City            | Los Angeles     | 25 mai 1960        |
| Thousand Oaks          | Ventura         | 7 octombrie 1964   |
| Tiburon *              | Marin           | 23 iunie 1964      |
| Torrance               | Los Angeles     | 12 mai 1921        |
| Tracy                  | San Joaquin     | 22 iulie 1910      |
| Trinidad               | Humboldt        | 7 noiembrie 1870   |
| Truckee *              | Nevada          | 23 martie 1993     |
| Tulare                 | Tulare          | 5 aprilie 1888     |
| Tulelake               | Siskiyou        | 1 martie 1937      |
| Turlock                | Stanislaus      | 15 februarie 1908  |
| Tustin                 | Orange          | 21 septembrie 1927 |
| Twentynine Palms       | San Bernardino  | 23 noiembrie 1987  |
| Ukiah                  | Mendocino       | 8 martie 1876      |
| Union City             | Alameda         | 26 ianuarie 1959   |
| Upland                 | San Bernardino  | 15 mai 1906        |
| Vacaville              | Solano          | 9 august 1892      |
| Vallejo                | Solano          | 30 martie 1868     |
| Ventura                | Ventura         | 2 aprilie 1866     |
| Vernon                 | Los Angeles     | 22 septembrie 1905 |
| Victorville            | San Bernardino  | 21 septembrie 1962 |
| Villa Park             | Orange          | 11 ianuarie 1962   |
| Visalia                | Tulare          | 27 februarie 1874  |
| Vista                  | San Diego       | 28 ianuarie 1963   |
| Walnut                 | Los Angeles     | 19 ianuarie 1959   |
| Walnut Creek           | Contra Costa    | 21 octombrie 1914  |
| Wasco                  | Kern            | 22 decembrie 1945  |
| Waterford              | Stanislaus      | 7 noiembrie 1969   |
| Watsonville            | Santa Cruz      | 30 martie 1868     |
| Weed                   | Siskiyou        | 25 ianuarie 1961   |
| West Covina            | Los Angeles     | 17 februarie 1923  |
| West Hollywood         | Los Angeles     | 29 noiembrie 1984  |
| West Sacramento        | Yolo            | 1 ianuarie 1987    |
| Westlake Village       | Los Angeles     | 11 decembrie 1981  |
| Westminster            | Orange          | 27 martie 1957     |
| Westmorland            | Imperial        | 30 iunie 1934      |
| Wheatland              | Yuba            | 23 aprilie 1874    |
| Whittier               | Los Angeles     | 25 februarie 1898  |
| Wildomar               | Riverside       | 1 iulie 2008       |
| Williams               | Colusa          | 17 mai 1920        |
| Willits                | Mendocino       | 19 noiembrie 1888  |
| Willows                | Glenn           | 16 ianuarie 1886   |
| Windsor *              | Sonoma          | 1 iulie 1992       |
| Winters                | Yolo            | 9 februarie 1898   |
| Woodlake               | Tulare          | 23 septembrie 1941 |
| Woodland               | Yolo            | 22 februarie 1871  |
| Woodside *             | San Mateo       | 16 noiembrie 1956  |
| Yorba Linda            | Orange          | 2 noiembrie 1967   |
| Yountville *           | Napa            | 4 februarie 1965   |
| Yreka                  | Siskiyou        | 21 aprilie 1857    |
| Yuba City              | Sutter          | 23 ianuarie 1908   |
| Yucaipa                | San Bernardino  | 27 noiembrie 1989  |
| Yucca Valley *         | San Bernardino  | 27 noiembrie 1991  |